# 山口意友
山口 意友（やまぐち おきとも、1961年(昭和36年)2月6日 - ）は、日本の哲学者、倫理学者。玉川大学通信教育課程教育学部教育学科教授。

## 人物
福岡県甘木市（現・朝倉市）出身。熊本大学文学部卒業。九州大学大学院博士課程単位取得満期退学。純真短期大学教授を経て、2009年4月より玉川大学通信教育部（現・通信教育課程）教育学部教育学科教授。
評論家である宮崎哲弥の新書ガイド「新書365冊」において、著書である『正義を疑え!』がベストの評価を受けた。

## 著書
- 『教育の原理とは何か　日本の教育理念を問う』（ナカニシヤ出版）
- 『女子大生のための倫理学読本』（葦書房）
- 『平等主義は正義にあらず』（葦書房）
- 『正義を疑え!』（筑摩書房）
- 『反「道徳」教育論』（PHP研究所）

## 共著
- 『情報とメディアの倫理』（ナカニシヤ出版）
- 『幸福の薬を飲みますか?』（ナカニシヤ出版）
- 『男と女の倫理学』（ナカニシヤ出版）
- 『生と死の倫理学』（ナカニシヤ出版）

## 共訳書
- 『健康の倫理』（九州大学出版会）
- 『環境の倫理』（九州大学出版会）